# (11756) Geneparker
(11756) Geneparker es un asteroide que forma parte del cinturón de asteroides y fue descubierto el 24 de septiembre de 1960 en el Observatorio Palomar por Cornelis Johannes van Houten , Ingrid van Houten-Groeneveld y Tom Gehrels.

## Designación y nombre
Geneparker fue designado inicialmente como 2779 P-L. Posteriormente fue nombrado  en honor a Eugene Parker, astrofísico estadounidense.

## Características orbitales
Geneparker orbita a una distancia media de 2,243 ua del Sol, pudiendo alejarse hasta 2,648 ua y acercarse hasta 1,838 ua. Su excentricidad es 0,180520 y la inclinación orbital 2,207 grados. Emplea 1227 días en completar una órbita alrededor del Sol. El movimiento de Geneparker sobre el fondo estelar es de 0,2934 grados por día.

## Características físicas
La magnitud absoluta de Geneparker es de 14.79